# Battifollo
Battifollo – miejscowość i gmina we Włoszech, w regionie Piemont, w prowincji Cuneo.
Według danych na rok 2004 gminę zamieszkiwały 262 osoby, 23,8 os./km².